# Multiponto

## Conexões de Rede Multiponto

### Definicão
Conexões de rede multiponto são aquelas nas quais mais de dois dispositivos são interligados usando apenas uma conexão. A rede multiponto é muitas vezes referida como circuito multiponto ou ainda multidrop.
De modo a permitir que todos os dispositivos conversem entre si, a capacidade da conexão pode ser dividida de forma temporal e espacial entre os dispositivos da rede.
Quando dois dispositivos utilizam a conexão ao mesmo tempo, estão compartilhando a conexão espacialmente. A conexão é compartilhada temporalmente quando os dispositivos da rede se alternam no tempo para utilizar a conexão, ou seja, a conexão é utilizada por um dispositivo de cada vez.
Pode-se citar como exemplo de redes multiponto as topologias de rede em barramento ou em anel.